# Saint-Christaud (Gers)
 Saint-Christaud  (en occitano Sent Cristau) es una población y comuna francesa, ubicada en la región de Mediodía-Pirineos, departamento de Gers, en el distrito de Mirande y cantón de Montesquiou.

## Demografía
| 150 | 136 | 130 | 100 | 112 | 90 |
| Para los censos de 1962 a 1999 la población legal corresponde a la población sin duplicidades (Fuente: INSEE [Consultar]) |     |     |     |     |    |